# LGBT相关电视节目列表
在电视剧或为电视制作的电影中，涉及同性恋、雙性戀與／或跨性別话题以及/或塑造重要同志角色和／或把同性恋、雙性戀以及／或跨性別身份或关系作为一个重要的剧情的有（依開播年代排序）：

## 1930年代
- 《指路明燈》（Guiding Light），美国CBS（1937–2009）

## 1950年代
- As the World Turns，美国CBS（1956–2010）

## 1960年代
- 《加冕街》（Coronation Street），英国ITV（1960–）
- General Hospital，美国ABC（1963–）
- 《我們的日子》（Days of our Lives），美国NBC（1965–）
- One Life to Live，美国ABC（1968–2012）

## 1970年代
- All My Children，美国ABC（1970-2011）
- 《百貨店奇遇記（英语：Are you being served?）》，英国BBC1（1972）
- The Corner Bar，美国ABC（1972–1973）
- Number 96，美国Network Ten（1972–1977）
- Emmerdale，美国ITV（1972–）
- The Young and the Restless，美国CBS（1973–）
- The Box，美国Network Ten（1974–1977）
- Hot l Baltimore，美国ABC（1975）
- Barney Miller，美国ABC（1975–1982）
- Snip，美国NBC（1976）
- The Nancy Walker Show，美国ABC（1976）
- Ball Four，美国CBS（1976）
- 《人間世外》，香港無綫電視（1976）
- 《家變》，香港無綫電視（1977）
- All That Glitters，美国（1977）
- 《追族》，香港麗的電視（1978）
- Soap，美国ABC（1978–1981）
- Agony，英国ITV（1978–1981）
- 《指》，日本TBS，NTV（1979，1984，2006）

## 1980年代
- 《故園風雨後》（Brideshead revisited），英国Granada小型电视剧（1981）
- 《濕濡的心》（濡れた心〜レズビアン殺人事件〜），日本ABC（1981）
- Love, Sidney，美国NBC（1981–1983）
- 《希尔街的布鲁斯》（Hill Street Blues），美国NBC（1981–1987）
- 《豪門恩怨》Dynasty，美国ABC（1981–1989）
- Brookside，英国Channel 4（1982–2003）
- One Summer，英国Channel 4（1983）
- Celebrity，美国NBC（1984）
- Dream Stuffing，英国Channel 4（1984）
- 《魔性》（魔性），日本（1984）
- 《紅》（くれなゐ），日本MBS，YTV（1984，1988）
- Brothers，美国Showtime（1984–1989）
- Santa Barbara，美国NBC（1984–1993）
- CBS Schoolbreak Special－What If I'm Gay?，美国CBS（1984–1996）
- Hollywood Beat，美国NBC（1984–1996）
- Sara，美国Showtime（1985）
- 《東區人》（EastEnders），英国BBC1（1985–）
- Lindenstraße，德国ARD（1985–）
- Neighbours，澳大利亞Eleven（1985–）
- Dress Gray，美国NBC（1986）
- 《洛城法网》（L.A. Law），美国NBC（1986–1994）
- Women in Prison，美国Fox（1987–1988）
- Hooperman，美国ABC（1987–1989）
- Thirtysomething，美国ABC（1987–1991）
- The Bold and the Beautiful，美国CBS（1987–）
- 《肥媽日記》（Roseanne），美国（1988-1997）
- Home and Away，美国Seven Network（1988–）
- HeartBeat，美国ABC（1988–1989）
- Doctor Doctor，美国CBS（1989–1991）
- Byker Grove，英国BBC（1989-2006）
- Fair City，愛爾蘭RTÉ（1989–）

## 1990年代
- Oranges Are Not the Only Fruit，英国BBC（1990）
- Portrait of a Marriage，英国BBC Two（1990）
- Drop the Dead Donkey，英国Channel 4（1990–1998）
- 《法律与秩序》（Law & Order），美国NBC（1990–2010）
- 《豪門》，香港亞洲（1991）
- The Brittas Empire，英国BBC（1991–1997）
- 《約束之夏》（約束の夏），日本THK（1992）
- 《是谁偷走我的心》（その時、ハートは盗まれた），日本NTV（1992）
- The Larry Sanders Show，美国HBO（1992–1998）
- Melrose Place，美国Fox（1992–1999，2009–2010）
- 《城市故事》（Tales of the City），美国PBS美国小型电视剧（1993）
- Cutters，美国CBS（1993）
- Wild Palms，美国ABC（1993）
- 《愛情白皮書》（あすなろ白書），日本CX（1993）
- 《惡魔之吻》（悪魔のKISS），日本CX（1993）
- 《同窗會》（同窓会），日本NTV（1993）
- The John Larroquette Show，美国NBC（1993–1996）
- Sisters，美国NBC（1993–1996）
- 《紐約重案組》NYPD Blue，美国ABC（1993–2005）
- Daddy's Girls，美国CBS（1994）
- 《人間·失格～假如我死的話》（人間・失格〜たとえばぼくが死んだら），日本TBS（1994）
- 《青春組曲》My So-Called Life，美国ABC（1994–1995）
- Ellen，美国（1994-1998）
- The Vicar of Dibley，美国（1994–1999）
- Party of Five，美国Fox（1994–2000）
- 《老友记》（Friends），美国NBC（1994–2004）
- 《急诊室的故事》（ER），美国NBC（1994–2009）
- Agony Again，英国BBC（1995）
- The Pursuit of Happiness，美国NBC（1995）
- Courthouse，美国CBS（1995）
- Muscle，美国The WB（1995）
- 《皇甫少華與孟麗君》，台灣華視（1995）
- Live Shot，美国UPN（1995–1996）
- The Crew，美国Fox（1995–1996）
- High Society，美国CBS（1995–1996）
- Murder One，美国ABC（1995–1997）
- 《被禁止的爱》（Verbotene Liebe），德国Das erste（1995-）
- Lush Life，美国Fox（1996）
- Party Girl，美国Fox（1996）
- Public Morals，美国CBS（1996）
- Matt Waters，美国CBS（1996）
- 《幸福的預感》（幸福の予感），日本THK（1996）
- 《變》（変），日本EX（1996）
- Relativity，美国ABC（1996–1997）
- Profiler，美国NBC（1996–2000）
- 《政界小人物》（Spin City），美国ABC（1996–2002）
- 《告白》（告白），日本NTV（1997）
- Fired Up，美国NBC（1997-1998）
- Veronica's Closet，美国NBC（1997-2000）
- 《监狱风云》（Oz），美国HBO（1997–2003）
- 《吸血鬼猎人巴菲》（Buffy the Vampire Slayer），美国WB、UPN（1997–2003）
- 《慾望城市》（Sex and the City），美国HBO（1997–2004）
- More Tales of the City，美国Showtime、英国Channel 4（1998）
- 《花木蘭 (無綫電視劇)》，香港（1998）
- 《穆桂英挂帥 (1998年電視劇)》，中國（1998）
- 《還珠格格》，台灣中視/中國湖南經視（1998）
- 《恋爱时代》Dawson's Creek，美国WB（1998–2003）
- 《大学生费莉希蒂》（Felicity），美国WB（1998–2002）
- 《威尔与格蕾丝》（Will & Grace），美国NBC（1998-2006）
- All Saints，澳大利亚Seven Network（1998–2009）
- Oh, Grow Up，美国ABC（1999）
- Wasteland，美国ABC（1999）
- What Makes a Family，美国（1999）
- 《花木蘭 (1999年電視劇)》，台灣中視（1999）
- 《悲傷誘惑》（슬픈 유혹），韩国KBS（1999）
- 《羅曼史》（ロマンス），日本NTV（1999）
- Strangers with Candy，美国Comedy Central（1999–2000）
- 《同志亦凡人 (英版)》（Queer as folk (British version)），英国Channel 4（1999–2000）
- 《七世夫妻之梁山伯與祝英台》，台灣民視（1999–2000）
- Beggars and Choosers，美国Showtime（1999–2001）
- Los Beltrán，美国Telemundo（1999–2001）
- Once and Again，美国ABC（1999–2002）
- Bad Girls，英国ITV（1999–2006）
- 《黑道家族》（The Sopranos），美国HBO（1999–2007）
- 《法律与秩序：特殊受害者》（Law & Order: Special Victims Unit），美国NBC（1999–）

## 2000年代
- Frank Herbert's Dune，美国Sci Fi Channel（2000）
- Normal, Ohio，美国Fox（2000）
- 《29歲的憂鬱》（29歳の憂うつ パラダイスサーティー），日本EX（2000）
- 《戀愛症候群》（ラブコンプレックス），日本CX（2000）
- Grosse Pointe，美国WB（2000–2001）
- My Family，英國BBC1（2000–2011）
- 《末世黑天使》（Dark Angel），美国Fox（2000–2002）
- 《同志亦凡人 (美版)》Queer as folk (American version), 美国Showtime（2000–2005）
- Some of My Best Friends，美国CBS（2001）
- 《逆女》，台灣台視（2001）
- 《穆桂英挂帥 (2001年電視劇)》，中國
- 《R-17》，日本NTV（2001）
- 《Red》（レッド），日本THK（2001）
- 《西洋骨董洋菓子店》（アンティーク ～西洋骨董洋菓子店～），日本CX（2001）
- Metrosexuality，英国Channel 4（2001）
- Further Tales of the City，美国Showtime、英国Channel 4（2001）
- Dice，加拿大/英国The Movie Network（2001）
- 100 Centre Street，美国A&E（2001-2002）
- Leap Years，美国Showtime（2001-2002）
- The Education of Max Bickford，美国CBS（2001-2002）
- The Ellen Show，美国CBS（2001-2002）
- 《24》（24），美国Fox（2001–2005）
- 《身前身後》（Six feet under），美国HBO（2001–2005）
- Degrassi: The Next Generation，加拿大CTV（2001–）
- 《南茜的情史（英语：Tipping the Velvet (TV serial)）》（Tipping the Velvet），英国BBC Two（2002）
- 《火线》（The Wire），美国HBO（2002）
- That '80s Show，美国CBS（2002）
- 《再生緣》，香港無綫（2002）
- 《鋼鐵天使》（鋼鉄天使くるみ），日本EX（2002）
- Stingers，澳大利亚Nine Network（2002–2004）
- Everwood，美国WB（2002–2006）
- Kath & Kim，美国ABC1、Seven Network（2002–2007）
- 《盾牌》（The Shield），美国FX（2002–2008）
- 《天使在美国》（Angels in America），美国HBO（2003）
- 《孽子》，台灣公視（2003）
- 《大望》（대망），韩国SBS（2003）
- 《五個撲水的少年》（WATER BOYS），日本CX（2003）
- It's All Relative，美国ABC（2003–2004）
- 《奇幻嘉年华》（Carnivàle），美国HBO（2003–2005）
- 《小不列顛》（Little Britain），英國（2003–2006）
- 《發展受阻》（Arrested Development），美國Fox、Netflix（2003–2006，2013–）
- Aquí no hay quien viva， 西班牙Antena 3（2003–2006）
- 《橘郡风云》（The O.C.），美国Fox（2003–2007）
- Reno 911!，美国喜劇中心（2003–2009）
- 《整容室》（Nip/Tuck），美国FX（2003–2010）
- 《篮球兄弟》（One Tree Hill），美国WB（2003–2011）
- 《好汉两个半》（Two and a Half Men），美国CBS（2003–）
- Jack & Bobby，美国WB（2004）
- Wonderfalls，美国Fox（2004）
- Eating Out，美国[Ariztical Entertainment]（2004）
- 《牡丹與薔薇》（牡丹と薔薇），日本THK（2004）
- Hex，澳大利亚Arena/英国Sky One（2004-2005）
- 《美眉校探》（Veronica Mars），美国UPN（2004–2007）
- 《迷失》（Lost），美国ABC（2004–2009）
- 《拉字至上》（The L Word），美国Showtime（2004–2009）
- 《太空堡垒卡拉狄加》（Battlestar Galactica），美国Sci Fi Channel（2004–2009）
- 《我家也有大明星》（Entourage），美国HBO（2004–2011）
- Rescue Me，美国FX（2004-2011）
- 《绝望的主妇》（Desperate Housewives），美国ABC（2004–2012）
- 《无耻之徒》（Shameless），英国Channel 4（2004–）
- 《豪斯医生》（House），美国Fox（2004–2012）
- Eyes，美国 ABC（2005）
- Inconceivable，美国NBC（2005）
- The Book of Daniel，美国NBC（2005）
- Floored by Love，加拿大（2005）
- 《指匠情挑》（Fingersmith），英国BBC（2005）
- 《三军统帅》（Commander in Chief），美国ABC（2005）
- It's Me...Gerald，加拿大Showcase（2005）
- The Comeback，美国HBO（2005）
- All About George，英国ITV（2005）
- 《驿动的心》（떨리는 가슴），韩国MBC（2005）
- Noah's Arc，美国Logo（2005–2006）
- 《青春糖伴》（Sugar Rush），英国Channel 4（2005–2006）
- Sleeper Cell，美国Showtime（2005–2006）
- Twins，美国WB電視網（2005–2006）
- Out of Practice，美国CBS（2005–2006）
- 《家庭戰爭》（The War At Home），美国Fox（2005–2007）
- Dante's Cove，美国The N（2005-2008）
- 《心倾何处》（South of Nowhere），美国The N（2005–2008）
- Clara Sheller，法国France 2（2005–2008）
- 《愚人善事》（My Name Is Earl），美国NBC（2005–2009）
- 《单身毒妈》（Weeds），美国Showtime（2005–2012）
- 《辦公室》（The Office），美国NBC（2005–2013）
- 《实习医生格蕾》（Grey's Anatomy），美国ABC（2005–）
- 《识骨寻踪》（Bones），美国Fox（2005–）
- 《神秘博士》（Doctor Who），英国BBC（2005–）
- Sinchronicity，英国BBC3（2006）
- Crumbs，美国ABC（2006）
- So Notorious，美国VH1（2006）
- 《美丽线条》（The Line of Beauty），英国BBC，三集电视连续剧（2006）
- 《花樣少年少女 (2006年電視劇)》，台灣華視（2006）
- 《變身公主》（プリンセス・プリンセス），日本EX（2006）
- 《我比誰都愛媽媽》（誰よりもママを愛す），日本TBS（2006）
- 《我就是我》（私が私であるために），日本NTV（2006）
- 《三年二班》（The Class），美国CBS（2006–2007）
- Cover Girl，加拿大SRC（2006–2007）
- The Business，美国IFC（2006–2007）
- 《丑女贝蒂》（Ugly Betty），美国ABC（2006–2010）
- Big Love，美国HBO（2006–2011）
- 《家族風雲》（Brothers & Sisters），美国ABC（2006–2011）
- 《灵异之城》（Eureka），美国Syfy（2006–2012）
- 《超級製作人》（30 Rock），美国NBC（2006–2013）
- 《火炬木小组》（Torchwood），英国BBC、 Starz（2006–）
- Waterloo Road，英国BBC1（2006–）
- 《嗜血法医》（Dexter），美国Showtime（2006–）
- 《变身怪医》（Jekyll），英国BBC One（2007）
- Kick，澳大利亞SBS（2007）
- 《至尊玻璃鞋》，台灣華視（2007）
- 《咖啡王子1號店》（커피프린스 1호점），韩国MBC（2007）
- 《美麗的鬼》（麗わしき鬼），日本THK（2007）
- 《30沒戀人》（肩ごしの恋人），日本TBS（2007）
- 《花樣少年少女 (2007年電視劇)》（花ざかりの君たちへ～イケメン♂パラダイス～），日本CX（2007）
- 《父女變變變》（パパとムスメの7日間），日本TBS（2007）
- 《戀愛診斷》（恋愛診断），日本TX（2007）
- 《錢作怪》（Dirty Sexy Money），美国ABC（2007–2008）
- Dirt，美国FX（2007–2008）
- 《英雄》（Heroes），美国NBC（2007–2009）
- The Best Years，加拿大Global/美国The N（2007–2009）
- 《兽穴俱乐部》（The Lair），美国here!（2007–2009）
- 《捉鬼男》（Reaper），美国The CW（2007–2009）
- 《灵指神探》（Pushing Daisies），美国ABC（2007–2009）
- 《都铎王朝》（The Tudors），美国Showtime/英国BBC/加拿大CBC（2007–2010）
- The Sarah Silverman Program，美国喜劇中心（2007–2010）
- Greek，美国ABC Family（2007–2011）
- 《绯闻女孩》（Gossip Girl），美国The CW（2007–2012）
- 《广告狂人》（Mad Men），美国AMC（2007–）
- 《法網裂痕》（Damages），美国FX、The 101 Network（2007–）
- 《皮囊》（英版）（Skins），英国E4（2007-）
- Sordid Lives: The Series，英国E4（2007-）
- Benidorm，美国Logo（2007-）
- 《艾草》，台灣公視人生劇展（2008）
- 《公寓春光》，台灣公視人生劇展（2008）
- 《風之畫師》（바람의 화원），韩国SBS（2008）
- 《最後的朋友》（ラスト・フレンズ），日本CX（2008）
- 《Men☆dol ～帥男偶像～》（メン☆ドル ～イケメンアイドル～），日本TX（2008）
- The No. 1 Ladies' Detective Agency，美国HBO（2008–2009）
- Raising the Bar，美国TNT（2008–2009）
- 《小不列顛USA》（Little Britain USA），美国（2008–2009）
- Sophie，加拿大CBC（2008–2009）
- 《就诊》（In Treatment），美国HBO（2008–2010）
- 《探索者传说》（Legend of the Seeker），美国（2008–2010）
- Física o Química，西班牙Antena 3（2008–2011）
- 《真爱如血》（True Blood），美国HBO（2008–）
- Sons of Anarchy，美国FX（2008–）
- 《青春密语》（The Secret Life of the American Teenager），美国ABC Family（2008–）
- Kings，美国NBC（2009）
- The Prisoner，美国AMC（2009）
- 《原來是美男》（미남이시네요），韩国SBS（2009）
- 《媽媽是人妖》（ママはニューハーフ），日本TX（2009）
- 《粉紅系男孩》（オトメン（乙男）），日本CX（2009）
- 《MW- 第0章 〜惡魔的遊戲〜》（MW-ムウ- 第0章 〜悪魔のゲーム〜），日本NTV（2009）
- 《媽媽以前是爸爸》（ママは昔パパだった），日本WOWOW（2009）
- 《未来闪影》（FlashForward），美国ABC（2009–2010）
- Caprica，美国Syfy（2009-2010）
- 《扶伤》（Trauma），美国NBC（2009–2010）
- 《星际之门：宇宙》（Stargate Universe），美国Syfy（2009–2011）
- 《倒错人生》（United States of Tara），美国Showtime（2009–2011）
- Being Erica，加拿大CBC/美国SOAPNet（2009-2011）
- Make It or Break It，美国ABC Family（2009-2012）
- 《南国警察》（Southland），美国NBC、TNT （2009–）
- 《妙警贼探》（White Collar），美国USA電視台（2009–）
- 《傲骨贤妻》（The Good Wife），美国CBS（2009–）
- 《第十三号仓库》（Warehouse 13），美国Syfy（2009–）
- 《吸血鬼日记》（The Vampire Diaries），美国The CW（2009–）
- 《摩登家庭》（Modern Family），美国ABC（2009 - ）
- 《歡樂合唱團》（Glee），美国Fox（2009 - ）
- Nurse Jackie，美国Showtime（2009 - ）

## 2010年代
- The Whole Truth，美国ABC（2010）
- Rubicon，美国AMC（2010）
- Outlaw，美国NBC（2010）
- Undercovers，美国NBC（2010）
- Thorne，英国Sky1 HD（2010）
- Running Wilde，美国Fox（2010）
- 《人生多美丽》（인생은 아름다워），韩国SBS「創社20周年 特別企劃」（2010）
- 《成均館緋聞》（성균관 스캔들），韩国KBS（2010）
- 《秘密花園》（시크릿 가든），韩国SBS（2010）
- 《娼婦與淑女》（娼婦と淑女），日本THK（2010）
- 《農大菌物語》（もやしもん），日本CX（2010）
- 《愛在旅途》（ดอกรักริมทาง），泰國第5電視台（2010）
- 《死神少女》，台灣公視（2010）
- Hellcats，美国The CW（2010–2011）
- 《法律与秩序：洛杉矶》（Law & Order: LA），美国NBC（2010-2011）
- Gigantic，美国TeenNick（2010–2011）
- $h*! My Dad Says，美国CBS（2010–2011）
- Blue Mountain State，美国Spike（2010–2011）
- The Hard Times of RJ Berger，美国MTV（2010–2011）
- Upstairs Downstairs，英国BBC（2010–2012）
- Lip Service，英国BBC Three（2010–2012）
- 《如果还有明天》（The Big C），美国Showtime（2010-2013）
- 《斯巴达克斯》（Spartacus），美国Starz（2010-2013）
- Mistresses，美国ABC（2010-2013）
- 《海滨帝国》（Boardwalk Empire），美国HBO（2010-）
- 《美少女的谎言》（Pretty Little Liars），美国ABC Family（2010-）
- 《屍行者》（The Walking Dead），美国AMC（2010-）
- 《妖女迷行》（Lost Girl），加拿大Showcase（2010-）
- 《唐顿庄园》（Downton Abbey），英国ITV（2010-）
- Dance Academy，美国ABC1、ABC3（2010–）
- Strike Back，美国Sky1、Cinemax（2010–）
- Grandma's House，英国BBC Two（2010-）
- 《魅力克利夫蘭》（Hot in Cleveland），美国TV Land（2010-）
- Sirens，英国Channel 4（2011）
- 《皮囊》（美版）（Skins），美国MTV（2011）
- The Playboy Club，美国NBC（2011）
- Death Valley，美国MTV（2011）
- 《比利提斯俱乐部的女儿们》（클럽 빌리티스의 딸들），韩国KBS（2011）
- 《十七號出入口》，台灣公視人生劇展（2011）
- 《男女生了沒》，台灣中視（2011）
- 《刁蠻俏御醫》，中國（2011）
- 《帝錦》，中國（2011）
- 《穆桂英掛帥》，中國（2011）
- 《新還珠格格》，中國湖南（2011）
- 《暴風雨》（テンペスト），日本NHK（2011）
- 《IS 上帝的惡作劇》（IS〜男でも女でもない性〜），日本TX（2011）
- 《櫻蘭高校男公關部》（桜蘭高校ホスト部），日本TBS（2011）
- 《花樣少年少女2011》（花ざかりの君たちへ〜イケメン☆パラダイス〜2011），日本CX（2011）
- 《原來是美男 (日本電視劇)》（美男ですね），日本TBS（2011）
- 《亂馬½》（らんま½），日本NTV（2011）
- 《替身姐妹》（Ringer），美国The CW（2011-2012）
- Bedlam，英国Sky Living（2011-2012）
- 《律海佳人》（Fairly Legal），美国USA（2011-2012）
- The Borgias，美国USA（2011-2013）
- Happily Divorced，美国TV Land（2011-2013）
- 《幸福結局》（Happy Endings），美国ABC（2011-2013）
- 《少狼》（Teen Wolf），美国MTV（2011-）
- Shameless，美国Showtime（2011-）
- 《复仇》（Revenge），美国ABC（2011-）
- 《童话镇》（Once Upon a Time），美国ABC（2011-）
- The Killing，美国AMC、Netflix（2011-）
- Hell on Wheels，美国AMC（2011-）
- 《权力的游戏》（Game of Thrones），美国（2011-）
- Borgia，美国Canal+（2011-）
- Being Human，美国Syfy（2011-）
- 《美国恐怖故事》（American Horror Story），美国FX（2011-）
- 《囧女珍娜》（Awkward.），美国MTV（2011-）
- 《郊区故事》（Suburgatory），美国ABC（2011-）
- Old Dogs & New Tricks，美国（2011-）
- GCB，美国ABC（2012）
- 《幸福三顆星》，中國安徽（2012）
- 《東西宮略》，香港無綫（2012）
- 《愛上巧克力》，台灣三立（2012）
- 《K-POP最強生死戰》（K-팝 최강 서바이벌），韩国Channel A（2012）
- 《屋塔房王世子》（옥탑방 왕세자），韩国SBS（2012）
- 《致美麗的你》（아름다운 그대에게），韩国SBS（2012）
- 《MY BOY》（마보이），韩国Tooniverse（2012）
- 《嗚啦啦夫婦》（울랄라 부부），韩国KBS（2012）
- 《理想的兒子》（理想の息子），日本NTV（2012）
- 《埃及艷后般的女人們》（クレオパトラな女たち），日本NTV（2012）
- 《大奧 ～誕生【有功·家光篇】》（大奥〜誕生［有功・家光篇］），日本TBS（2012）
- 《變性雙面殺手》（Hit & Miss），英国Sky Atlantic（2012）
- 《名聲大噪》（Smash），美国NBC（2012-2013）
- 《医缘》（Emily Owens, M.D.），美国The CW（2012-2013）
- Underemployed，美国MTV（2012-2013）
- 《直弯好基友》（Partners），美国CBS（2012-2013）
- 《三年之癢》（Whitney），美国NBC（2012-2013）
- 《另類家庭》（The New Normal），美国NBC（2012-2013）
- 《生活向前冲》（Go On），美国NBC（2012-2013）
- 《心灵旋律》（Malibu Country），美国ABC（2012-2013）
- 《丑闻》（Scandal），美国ABC（2012-）
- 《重組》（Major Crimes），美国TNT（2012-）
- 《拯救希望》（Saving Hope），加拿大CTV/美国NBC（2012-）
- 《魂归故里》（Les Revenants），法国Canal+（2012-）
- 《女孩我最大》（Girls），美国HBO（2012-）
- 《芝加哥烈焰》（Chicago Fire），美国NBC（2012-）
- Bomb Girls，美国Global（2012-）
- 《音乐之乡》（Nashville），美国ABC（2012-）
- House of Lies，美国Showtime（2012-）
- 《憤怒管理》（Anger Management），美国FX（2012-）
- House Husbands，美国Nine Network（2012-）
- The Girl's Guide to Depravity，美国Cinemax（2012-）
- Camp，美国NBC（2013）
- 《花木蘭傳奇》，中國（2013）
- 《巾幗大將軍》，中國（2013）
- 《落跑甜心》，中國湖南（2013）
- 《戲說台灣－金娘仔掠翁》，台灣三立（2013）
- 《城市·獵人》，台灣公視（2013）
- 《海倫她媽》，台灣公視學生劇展（2013）
- 《梁祝西湖蝶夢》，台灣霹靂（2013）
- 《戲說台灣－錢來也》，台灣三立（2013）
- 《親愛的 我想告訴你》，台灣緯來關懷人生劇展（2013）
- 《双全》，台灣緯來關懷人生劇展（2013）
- 《原來是美男 (台灣電視劇)》，台灣民視（2013）
- 《世間情》，台灣三立（2013）
- 《歐若拉公主》（오로라 공주），韩国MBC（2013）
- 《火之女神井兒》（불의 여신 정이），韩国MBC（2013）
- 《奇皇后》（기황후），韩国MBC（2013）
- 《驚豔的她》（우와한 녀），韩国tvN（2013）
- 《美甲店Paris》（네일샵 파리스），韩国MBC QueeN（2013）
- 《好好長大的女兒荷娜》（잘 키운 딸 하나），韩国SBS（2013）
- 《合宿的戀人》（シェアハウスの恋人），日本NTV（2013）
- 《佐藤家的早飯，鈴木家的晚飯》（佐藤家の朝食、鈴木家の夕食），日本BS JAPAN（2013）
- 《二丁目的福爾摩斯》（二丁目のホームズ），日本CX（2013）
- 《女信長》（女信長），日本（2013）
- 《山田君與7人魔女》（山田くんと7人の魔女），日本CX（2013）
- 《Girl's Talk 薔薇組》（ガールズトーク 薔薇組），日本EX（2013）
- 《父親的瘋狂世界》（Sean Saves the World），美国NBC（2013-2014）
- 《达芬奇恶魔》（Da Vinci's Demons），英国、美国Starz（2013-）
- 《杀手之王》（The Following），美国Fox（2013-）
- 《黑吃黑》（Banshee），美国Cinemax（2013-）
- 《黑色孤儿》（Orphan Black），加拿大SPACE/美国BBC America（2013-）
- 《凯莉日记》（The Carrie Diaries），美国The CW（2013-）
- 《如此一家人》（The Fosters），美国ABC Family（2013-）
- 《穹顶之下》（Under the Dome），美国CBS（2013-）
- 《女子監獄》（Orange Is the New Black），美国Netflix（2013-）
- Devious Maids，美国Lifetime（2013-）
- 《清道夫》（Ray Donovan），美国Showtime（2013-）
- The Bridge，美国FX（2013-）
- 《始祖家族》（The Originals），美国The CW（2013-）
- 《性爱大师》（Masters of Sex），美国Showtime（2013-）
- 《德古拉》（Dracula），美国NBC（2013-）
- 《始祖家族》（The Originals），美国HBO（2013-）
- Please Like Me，美国ABC2（2013-）
- 《神煩警察》（Brooklyn Nine-Nine），美国Fox（2013-）
- 《我爱男闺蜜》，中国安徽等（2014）
- 《犀利仁師》，中国浙江（2014）
- 《女人俱樂部》，香港無綫（2014）
- 《水髮胭脂》，香港無綫（2014）
- 《16個夏天》，台灣公視（2014）
- 《我的小公關S〜新人公關業主奇蹟滯留6個月〜》（私のホストちゃんS〜新人ホストオーナー奇跡の密着6カ月〜），日本EX（2014）
- 《實在性百萬亞瑟王》（実在性ミリオンアーサー），日本tvk等（2014）
- 《對不起青春！》（ごめんね青春!），日本TBS（2014）
- Getting On，美国HBO（2014-）
- Sirens，美国USA（2014-）
- Transparent，美国USAAmazon.com（2014-）
- 一屋赞客，中国（2014）
- 《善巖女高偵探團》（선암여고 탐정단） 韩国 （2014-2015）
- 《仙剑客栈》，中國（2015）
- 《太子妃升职记》，中國（2015）
- 《戲說台灣－天公點鴛鴦》，台灣三立（2015）
- 《戲說台灣－白馬穴亂陰陽》，台灣三立（2015）
- 《愛上哥們》，台灣三立（2015）
- 《戀愛鄰距離》，台灣三立（2015）
- 《夜行書生》（밤을 걷는 선비），韩国MBC（2015）
- 《問題餐廳》（問題のあるレストラン），日本CX（2015）
- 《瀨在丸紅子之事件簿〜黑猫的三角〜》（瀬在丸紅子の事件簿〜黒猫の三角〜），日本CX（2015）
- 《朝5晚9》（5→9〜私に恋したお坊さん〜），日本CX（2015）
- 《Transit Girls》（トランジットガールズ），日本CX（2015）
- 《獨眼龍♥花嫁道中》（独眼竜♥花嫁道中），日本NHK（2015）
- 《薄櫻鬼SSL 〜sweet school life〜》（薄桜鬼SSL 〜sweet school life〜），日本TOKYO MX2（2015）
- 《偽裝的夫婦》（偽装の夫婦），日本NTV（2015）
- 《武士老師》（サムライせんせい），日本EX（2015）
- 我和X先生第二季：只為遇見你，中国（2015）
- 《上癮》，中國（2016）
- 《今晚，你想點什麼？》，台灣公視（2016）
- 《讓我稱呼岳父大人》（お義父さんと呼ばせて），日本KTV（2016）
- 《MARS～只是愛著你～》（MARS～ただ、君を愛してる～），日本NTV（2016）
- 《胖子老師》（でぶせん），日本NTV（2016）
- 《逃避雖可恥但有用》（逃げるは恥だが役に立つ），日本TBS（2016）
- 《闇影獵人》（Shadowhunters），美國Freeform（2016）
- Zoe Ever After，美國BET（2016）
- 《警魂》（Shades of Blue），美國NBC（2016）
- 《財富之戰》（Billions），美國Showtime（2016）
- 《明日傳奇》（Legends of Tomorrow），美國CW（2016）
- 《魔法師》（The Magicians），美國Syfy（2016）
- 《沙娜拉傳奇》（The Shannara Chronicles），美國MTV（2016）
- Recovery Road，美國Freeform（2016）
- 《不完美家庭》（The Real O'Neals），美國ABC（2016）
- 《陌生血親》（The Family），美國ABC（2016）
- Heartbeat，美國NBC（2016）
- 《應召女友》（The Girlfriend Experience），美國Starz（2016）
- 《致命誘惑》（The Catch），美國ABC（2016）
- Hap and Leonard，美國SundanceTV（2016）
- Damien，美國A&E（2016）
- Hunters，美國Syfy （2016）
- 《鮮血淋漓》（The Family），加拿大Super Channel（2016）
- Wynonna Earp，加拿大CHCH-DT（2016）
- Crashing，英國Channel 4（2016）
- Marcella，英國ITV（2016）
- The Durrells，英國ITV（2016）
- 《夜班經理》（The Night Manager），英國BBC One、美國AMC（2016）
- Buscando el norte，西班牙Antena 3（2016）
- Santa Bárbara，葡萄牙TVI（2016）
- 《HIStory系列》，台灣CHOCO TV（2017）
- 《搖滾畢業生》，台灣CHOCO TV（2017）
- 《紅色氣球》，台灣KKTV（2017）
- 《下北澤Die Hard》（下北沢ダイハード），日本TX（2017）
- 《戰國快跑女高中生》（アシガール），日本NHK（2017）
- 《單戀》（片想い），日本WOWOW（2017）
- 《黑色孤兒》（オーファン・ブラック～七つの遺伝子～），日本CX（2017）
- 《深藍與月光》，台灣酷瞧（2018）
- 《朝鮮美人別傳》（조선미인별전），韓國KBS（2018）
- 《海月姬》（海月姫），日本CX（2018）
- 《女子的生活》（女子的生活），日本NHK（2018）
- 《弟之夫》（弟の夫），日本NHK（2018）
- 《大叔之愛》（おっさんずラブ），日本EX（2018）
- 《情色小說家》（ポルノグラファー）日本CX（2018）

## 2020年代
| 中文劇名                             | 外文原名 | 劇情類型 | 節目格式 | 發行地 | 發行公司   | 發行年份 | 備註 |
| ------------------------------------ | -------- | -------- | -------- | ------ | ---------- | -------- | ---- |
| 2020因為愛你                         |          | 男       | 連續劇   | 台灣   | KKTV       | 2020     |      |
| 在你視線停留的地方                   |          | 男       | 連續劇   | 韓國   | W-STORY    | 2020     |      |
| 如果30歲還是處男，似乎就能成為魔法師 |          | 男       | 連續劇   | 日本   | 東京電視台 | 2020     |      |
| Life 線上的我們                      |          | 男       | 迷你劇   | 日本   | 樂天TV     | 2020     |      |
| To My Star 致我的星星                |          | 男       | 連續劇   | 韓國   | W-STORY    | 2021     |      |
| 永遠的第一名                         |          | 男       | 迷你劇   | 台灣   | WeTV       | 2021     |      |
| 第二名的逆襲                         |          | 男       | 迷你劇   | 台灣   | WeTV       | 2021     |      |
| 大叔的愛 (香港電視劇)                |          | 男       | 連續劇   | 香港   | ViuTV      | 2021     |      |

以你的心詮釋我的愛
王儲的抉擇
語意錯誤
- 註：劇情類型標示男：男同性戀為主之劇情；女：女同性戀為主之劇情；雙：雙性戀為主之劇情；跨：跨性別者為主之劇情。

## 另見
- LGBT相關電影列表